# イラン・アーセマーン航空746便墜落事故
イラン・アーセマーン航空746便墜落事故（イラン・アーセマーンこうくう746びんついらくじこ）は、1994年10月12日に発生した航空事故である。エスファハーン・シャヒード・ベヘシュティー国際空港からメヘラーバード国際空港へと向かっていたイラン・アーセマーン航空746便（フォッカー F28-1000）がナタンズ付近に墜落し、乗員乗客66人全員が死亡した。

## 事故機
事故機のフォッカー F28-1000（EP-PAV）は製造番号11070として製造され、1973年6月22日に初飛行した機体であった。

## 事故の経緯
1994年10月12日、746便は乗客59人と乗員7人を乗せてエスファハーン・シャヒード・ベヘシュティー国際空港を出発し、メヘラーバード国際空港へと向かった。離陸から35分後、746便に搭載されていた燃料が汚染されていたため両エンジンが停止した。機体は制御不能となって降下し、47秒後に山腹に墜落、爆発して機体の残骸はナタンズの町の近くで300平方メートルの範囲にわたって飛散した。この事故で乗員乗客66人全員が死亡した。